# Jean-Marcel Goger
 (mars 2021).
 (mars 2021).
La mise en forme du texte ne suit pas les recommandations de Wikipédia : il faut le « wikifier ».
Les points d'amélioration suivants sont les cas les plus fréquents. Le détail des points à revoir est peut-être précisé sur la page de discussion.
- Les titres sont pré-formatés par le logiciel. Ils ne sont ni en capitales, ni en gras.
- Le texte ne doit pas être écrit en capitales (les noms de famille non plus), ni en gras, ni en italique, ni en « petit »…
- Le gras n'est utilisé que pour surligner le titre de l'article dans l'introduction, une seule fois.
- L'italique est rarement utilisé : mots en langue étrangère, titres d'œuvres, noms de bateaux, etc.
- Les citations ne sont pas en italique mais en corps de texte normal. Elles sont entourées par des guillemets français : « et ».
- Les listes à puces sont à éviter, des paragraphes rédigés étant largement préférés. Les tableaux sont à réserver à la présentation de données structurées (résultats, etc.).
- Les appels de note de bas de page (petits chiffres en exposant, introduits par l'outil «  Source ») sont à placer entre la fin de phrase et le point final[comme ça].
- Les liens internes (vers d'autres articles de Wikipédia) sont à choisir avec parcimonie. Créez des liens vers des articles approfondissant le sujet. Les termes génériques sans rapport avec le sujet sont à éviter, ainsi que les répétitions de liens vers un même terme.
- Les liens externes sont à placer uniquement dans une section « Liens externes », à la fin de l'article. Ces liens sont à choisir avec parcimonie suivant les règles définies. Si un lien sert de source à l'article, son insertion dans le texte est à faire par les notes de bas de page.
- La présentation des références doit suivre les conventions bibliographiques. Il est recommandé d'utiliser les modèles {{Ouvrage}}, {{Chapitre}}, {{Article}}, {{Lien web}} et/ou {{Bibliographie}}. Le mode d'édition visuel peut mettre en forme automatiquement les références.
- Insérer une infobox (cadre d'informations à droite) n'est pas obligatoire pour parachever la mise en page.

Pour une aide détaillée, merci de consulter Aide:Wikification.
Si vous pensez que ces points ont été résolus, vous pouvez retirer ce bandeau et améliorer la mise en forme d'un autre article.
Jean-Marcel Goger, né le 16 mai 1954 à Nancy (Meurthe-et-Moselle) est un historien et universitaire français. Professeur honoraire à l’UPVD, Université de Perpignan, il est historien en histoire économique des époques contemporaine et moderne, spécialiste de l’histoire des routes à l’époque moderne. 

## Biographie
Jean-Marcel Goger est ancien élève de l'École normale supérieure de Saint-Cloud de 1973 à 1977, agrégé d'histoire en 1977, au 29e rang du concours, et Docteur ès-lettres (Paris, École des hautes études en sciences sociales, 1988).
Son jury de thèse était composé des personnes suivantes :
- Jean-Claude Perrot (directeur de thèse)
- Bernard Lepetit (co-directeur)
- Jean Nicolas (président du jury)
- Emmanuel Leroy-Ladurie
- Louis Bergeron
- Denis Woronoff

## Spécialités de recherche
- Histoire de l’aménagement du territoire en France, 19è/20è siècles.
- Histoire de la Frontière, du cadre de vie &de la vie quotidienne, dans les Pyrénées orientales & l’Aude, 19è/20è siècles.
- Évolution contemporaine des Pays méditerranéens, plus spécialement Algérie, Espagne, Italie & Maroc.
- Relations contemporaines entre la Méditerranée occidentale & les Amériques, 19è/20è siècles.

## Expériences de l'enseignement
- Professeur agrégé stagiaire en Histoire & Géographie, au Lycée J-J Rousseau de Sarcelles (95) en 1977-1978.
- Professeur agrégé d’Histoire & Géographie au Lycée technique de Dieppe (76), de 1978 à 1980.
- Professeur agrégé d’Histoire & Géographie au Collège Paul Bert de Drancy (93), de 1980 à 1991.
- Maître de Conférences à l’Université de Paris 13 - Villetaneuse (93), de 1991 à 1993.
- Professeur d’Histoire contemporaine à l’UPVD, Université de Perpignan-Via Domitia, de 1993 à 2014.
- Chargé de cours en Histoire moderne à l’Université de Paris VII-Diderot, 1er semestre 1991-1992.
- Chargé de cours en Histoire du Paysage, à l’École nationale supérieure d'architecture et de paysage de Bordeaux, de 1991 à 1993.
- Membre du jury du CAPES interne en Histoire-Géographie, écrit & oral, juillet 1992.
- Membre du jury du CAPES externe en Histoire-Géographie, écrit & oral, juillet 2000.
- Conseiller pédagogique pour les Certifiés stagiaires : 1985/86 ; 1989/90 ; 1990/1991.
- Membre du jury pour le recrutement de Documentalistes, La Documentation française, Paris, décembre 1988.
- Présidences de jurys de Baccalauréat, 1994 ; 1997 ; 2001 ; 2002 ; 2004.

## Responsabilités dans la recherche
- De 1993 à 2014, Jean-Marcel Goger participe à 25 jurys de thèse, dont 9 comme directeur & 3 comme président.
- De 1993 à 2014, direction de 117 Mémoires aboutis, dont 9 thèses et 126 masters 1 ou 2.
- De 1999 à 2004, directeur du CHRISM, Centre de Recherches sur l’Histoire des Sociétés Méditerranéennes, EA 2984 de l’UPVD-Perpignan.
- De 1999 à 2004, cofondateur avec Aymat CATAFAU, Maître de Conférences à l'UPVD) de la revue Domitia, 13 numéros papier de 1999 à 2014.

## Contributions
Professeur honoraire à l’UPVD, Université de Perpignan-Via Domitia, il y a enseigné l’histoire contemporaine, mais aussi, accessoirement, celle de l’époque moderne. De 1999 à 2005, il reçoit la direction du CHRISM, Centre de Recherches sur l’Histoire des Sociétés Méditerranéennes (EA 2984). Jean-Marcel Goger contribue à y fonder la revue Domitia», dont 13 numéros papier paraissent de 1999 à 2014. Il est l’auteur en 1988 d’une thèse d’État de 2 504p. en 6 volumes, sur « La politique routière en France de 1716 à 1815 », une recherche dirigée par le Professeur Jean-Claude Perrot, et soutenue à l’École des Hautes Études 
en Sciences Sociales (EHESS) de Paris en 1988. Cette thèse est citée notamment dans le rapport "Pour un guide de l'histoire de l'administration de l'équipement", par Antoine Picon et Georges Ribeill, paru à l'École Nationale des Ponts et Chaussées, dans les travaux de Stéphane Blond dans ses travaux sur l'atlas des routes royales de Trudaine. Les travaux de Jean-Marcel Goger participent à la améliorer les connaissances portant sur le Réseau routier de la France au XVIIIe siècle et au XIXe siècle.

### Travaux sur l'histoire des routes
Dès 1985, Jean-Marcel Goger produit une communication au Séminaire de l'Institut Français d'Architecture, à Paris: « La constitution des grands réseaux: la route et ses enjeux de 1750 à 1850 ". Jean-Marcel Goger met en œuvre en cette même année 1985 un dossier cartographique pour dépeindre l'état de la voirie entre 1789 et 1815 et apprécier l'effet des changements multiples de politiques économiques sur le degré d'avancement du réseau.
En 1990, s’appuyant sur les exemples offerts par les départements de l’Aisne et de la Sarthe, Jean-Marcel Goger montre que, vers 1812-1815, la route française ne correspondait pas encore à la logique économique et qu’elle était « empiriquement vouée à la stratégie ».
En 1992, en association avec Bruno Georges & François Touzet, il publie un livre de 256 p. sur « La Compagnie des Landes, deux siècles d’aménagement d’une région, 19è & 20è siècles », un ouvrage dont il rédige le texte pour la Mission des Travaux Historiques de la Caisse des dépôts et consignations (CDC), où il exerce comme consultant historique de 1989 à 1991. L’ouvrage est publié à Luçon, aux Editions P.A.U.
En 1998, Jean-Marcel Goger parle du « grand chantier vicinal » dans la France du XIXe siècle et rappelle qu'en 1900 le réseau routier français est le plus dense du monde (par rapport à 1789, le poids relatif des routes royales-nationales dans l'ensemble du réseau est passé de 62% à 5,4%, celui des routes départementales de 38% à 4,3%). Ce réseau routiers local a pour mission essentielle d'assurer la continuité avec le rail (dont le réseau est fort de 36 000 km en 1900) qui a modifié la nature des flux routiers d'échelon supérieur. Malgré tout, Jean-Marcel Goger souligne qu'il ne saurait être question de se laisser aller à un enthousiasme excessif, car le réseau « demeure friable » : « En 1900, les nationales achevées absorbent toujours de grosses dépenses d'entretien ; en 1840, incapables d'absorber le flux croissant des diligences et fourgons, elles ont précipité l'urgence du programme ferroviaire ; un temps soulagée par les trains, la route française est ramenée vers l'infirmité technique par l'automobilisme ».
En 2006, en collaboration avec Nicolas Marty, il publie aux PUP, Presses Universitaires de l’Université de Perpignan, un livre de 422 p, « Cadres de vie, équipement, santé dans les sociétés méditerranéennes », dont il rédige la préface et 36 p de résumé final. L’ouvrage correspond aux Actes du colloque qu’il a organisé au CRHISM sur ce thème en novembre 1999, avec 20 contributeurs, dont lui-même.
A travers ses travaux, il développe une problématique sur l’enjeu des réseaux d’équipement, sans cesse tiraillés entre la demande des usagers et les programmes d’aménagement. Il s’intéresse entre autres aux effets sociaux des constructions liées aux relations, sans négliger leurs effets sur le développement durable. Au cours de sa carrière universitaire, il a fait soutenir sous sa direction 9 thèses & 117 mémoires de Maîtrise/Master 1 ou DEA/Master 2, dont la thèse de Nicolas Lebourg.
Le site Worldcat répertorie 88 travaux au sein de 113 publications, ainsi que 272 entrées dans des bibliothèques, pour les travaux de Jean-Marcel Goger.
Le 26 mai 2023, Jean-Marcel Goger publie aux Editions Honoré Champion son ouvrage "La politique routière en France de 1716 à 1815 - Dans le cadre des frontières actuelles " en compagnie de Martial Goger, ingénieur des travaux publics diplômé de l'ESTP et de l'ESSEC, et préfacé par Antoine Picon. Le Corps des Ponts-et-Chaussées, créé en 1716, était chargé du développement des routes dans l'intérêt du commerce. La réduction sous Louis XVI du coût des corvées et des expropriations et désormais la densité croissante du réseau facilitaient les approvisionnements dans tout le territoire. Une gestion centralisée autoritaire revint avec les guerres révolutionnaires. Pendant les années stables de l'Empire, les Ponts et chaussées purent reprendre les constructions d'ouvrages et lancer une politique durable d'extension des tracés. Ce tableau d'un siècle déterminant de l'institution des Ponts-et- Chaussées est la thèse d'Etat inédite de Jean-Marcel Goger. Elle constitue une contribution majeure à l'histoire de l'économie marchande, des relations sociales et des niveaux de vie des populations, qui sont tous soumis aux conditions de transport et de quadrillage du territoire. C'est aussi l'étude particulière du corps des ingénieurs, instance scientifique, élite spécifique, qui se trouvait investi de la maitrise de l'espace d'un pays. Le lecteur y reconnaîtra le rôle essentiel dans la structure de l'Etat de ces ingénieurs, experts de l'environnement géographique et responsables de son usage au service de la collectivité.

### Autres travaux portant sur l'espace méditerranéen, la péninsule ibérique et les migrations
Les 9 thèses et 116 mémoires que Jean-Marcel Goger a dirigés abordent des thèmes catalans, audois et héraultais, pour ce qui concerne les 19 et 20e siècles: l'émigration vers les Amériques ou le Proche-Orient, les Catalans et Audois lors des trois guerres franco-allemandes, le camp du Barcarès, la Résistance autour du Canigou, la Libération de Perpignan par les FFI et les parachutés pradois du BCRA, les dispositifs de santé et d'assistance (contre les épidémies, pour recueillir les enfants abandonnés ou soigner les blessés de 14-18), la défense passive avant 1939, l'économie régionale, dont la viticulture, l'histoire des transports , l'étude de plusieurs personnalités politiques, la vie et le travail à Perpignan, la surveillance de la frontière, la gendarmerie, la présence de l'armée, la marine et la pêche, l'éducation, les stations de ski, le patrimoine religieux et maritime (thèse d'Émilie Gaborit-Sureau sur ce dernier aspect). D'autres mémoires se sont intéressés aux histoires espagnole et italienne, vues par la presse locale : l'Espagne a eu la primauté, de l'incursion napoléonienne à la Movida, en passant par l'opposition à Primo de Rivera, la Guerre civile, la Retirada et le franquisme. Il convient toutefois de remarquer la belle thèse de Sébastien Louis sur les Ultras du football italien. Plusieurs mémoires se sont consacrés à l'histoire régionale de l'extrême-droite, dans le sillage de la thèse de Nicolas Lebourg sur cet axe : Robert Brasillach étant né à Perpignan en 1909, l'Action française y a laissé des traces qui ont intrigué les étudiants (journal "Le Roussillon" entre autres).
L'histoire du Maroc et de ses migrations, a donné lieu à de nombreuses études, menées par des étudiants d'origine marocaine, dans le sillage cette fois de la thèse d'Elkbir Atouf sur l'immigration marocaine en France. Des mémoires ont concerné l'Afrique occidentale, dans l'axe tracé par Hassane Hamadou sur la démocratisation au Niger. Quelques mémoires ont concerné l'Algérie coloniale ou indépendante : entre les deux, l'arrivée des Rapatriés à Port-Vendres n'a pas été oubliée. Des mémoires ont étudié divers secteurs de la France d'Outre-Mer avant la décolonisation ou la départementalisation, des Comores ou de Mayotte jusqu'aux Antilles : ici, c'est la question de l'esclavage qui a motivé les recherches. Les mémoires sur l'Histoire des États-Unis ont été nombreux, à la suite d'un cours de licence consacré à ce thème. Le libéralisme brésilien a été analysé par une étudiante du professeur Chacon, (Université de Brasilia), invité par Jean-Marcel Goger en 2005. Enfin, de nombreuses études ont été menées par des étudiants chinois sur le passé de leur pays, en axant surtout sur les ouvertures vers les États-Unis, très à la mode à la fin de la dynastie Qing, ou avant l'exil de Tchang Kaï-chek à Taïwan. Au total, des recherches qui ont produit trois enseignants chercheurs: Nicolas Lebourg Maître de Conférence à Sciences-Po St Germain-en-Laye; Elkbir Atouf, professeur à l'Université d'Agadir; et Hassane Hamadou, sociologue chez Plan international, en lien avec l'Université Abdou-Moumouni de Niamey (Niger).

## Publications
Jean-Marcel Goger a publié les ouvrages suivant :
- "Techniques routières: construction et conservation, 1715-1815", dossier réalisé pour s/d Michel HAU: "Discussions sur l'innovation technique aux 18e et 19e siècles", Université de Strasbourg II, février 1986, 33 p.
- La Politique routière en France de 1726 à 1815, Paris, 1989[18]
- Manuels scolaires[19]
- Documents Isidore science[20]
- Routes et chemins de la France moderne : 1661-1850 / Jean-Marcel Goger, Source, 1989[21]
- Les routes du Sud-Ouest de 1780 à 1815 : efforts d'équipement et espoirs déçus, Jean-Marcel Goger, Revue géographique des Pyrénées et du Sud-Ouest. Sud-Ouest Européen Année 1989 60-3 p. 301-328[22]
- Économie et Institutions, Jean-Marcel Goger, Joël Cornette, Denis Woronoff, Jean-Yves Grenier, Tristan Lecoq & Gérard Béaur, Revue de Synthèse 110 (2):321-340, 1989[23]
- Les routes de l'Aisne et de la Sarthe entre linéarité et complémentarité 1812-1850, Jean-Marcel Goger, Histoire, économie & société Année 1990 9-1 p. 19-38[24]
- Les espaces révolutionnaires (épuisé)[25]
- Faire la guerre, faire la paix : approches sémantiques et ambiguïtés terminologiques (édition électronique)[26]
- Le jardin entre science et représentation (épuisé)[27]
- Révolution française.1988-1989 (épuisé)[28]
- Vivre en moyenne montagne (épuisé)[29]
- Le temps de la route exclusive en France : 1780-1850, Jean-Marcel Goger, Histoire, économie & société Année 1992 11-4 p. 597-618[30]
- Histoire et géographie, Fort au brevet en 3e, Volume 3, de Thierry Faury, Blandine Kinzelin, Jean-Marcel Goger, Sud-Ouest éducation, 1992[31]
- Esquisse d'un projet routier en Limousin et Marche, 1760-1815, Jean-Marcel Goger, Vivre en moyenne montagne : [actes du 117e Congrès national des sociétés savantes, Clermont-Ferrand, octobre 1992, Sections Archéologie et histoire de l'art, Géographie, Histoire moderne et contemporaine, Pré et protohistoire] / [organisé par le] Comité des travaux historiques et scientifiques ; sous la dir. de Léon Pressouyre Congrès national des sociétés savantes (117 ; 1992 ; Clermont-Ferrand)[32]
- Le XVIIIe siècle : 1715-1815 : premier et second cycle universitaire / sous la coordination de Robert Muchembled ; Elisabeth Belmas, Lucien Bély, Jean-Marcel Goger [et al.]. – Rosny : Bréal, 1994[33]
- Articles "Canaux" et "Transports", dans s/d Michel DELON: "Dictionnaire européen des Lumières", Paris: PUF 1997, p. 181 à 184 & 1 061 à 1 065. Rééd.en 1999 à Chicago, chez Fitzroy Dearborn Publishers, in "Encyclopedia of the Enligthenment"[34].
- "Du Carloalbertisme au Victoremmanuellisme", Recherches régionales No 158 - Alpes maritimes et contrées limitrophes - 42e Année - 2001-juillet-septembre[35]
- "Statistique des routes et chemins de France au 19e siècle", dans s/d Michèle MERGER: "Les transports aux 19è & 20è siècles"[36], vol. 4 de "L''Annuaire statistique de l'économie française aux 19e et 20e siècles", série dir. par François CARON: Paris: Dossier informatique IHMC/ENS-Ulm, oct. 2001, contribution: 70 p.
- "La route préindustrielle en France : des réseaux au service de l’environnement urbain ?", 2005, Presses universitaires de Perpignan, Actes du colloque du CRHiSM, 26 novembre 1999, 424p.[37]
- La République espagnole de 1873 entre fuérisme et communalisme, Jean-Marcel Goger, [actes du colloque, Perpignan, 28-30 mars 1996] / sous la dir. de Gilbert Larguier et Jérôme Quaretti, Presses universitaires de Perpignan, 2000[38]
- "Equipement routier & querelle du luxe en France", revue FRANCIA no 34/2: Aspekte der frühneunzeitlichen "Kommunicationsrevolution" 1500-1815, p. 236 à 243, Ostfieldern: Jan Thorbecke Verlag 2007[39]
- "La politique routière en France de 1716 à 1815 - Dans le cadre des frontières actuelles", éditions Honoré Champion, collection BIBLIOTHEQUE HIST.MODERNE ET CONTEMPORAINE, publié le 26 mai 2023, rédigé avec Martial Goger et préfacé par Antoine Picon[40].